# Giuseppe Altobello
Giuseppe Altobello (Campobasso, 1869 - Campobasso, 1931) fou un metge, naturalista i zoòleg italià conegut principalment per la descripció i l'estudi d'animals que habitaven els Apenins com Canis lupus italicus i Ursus arctos marsicanus.
Cirurgià en realitat de professió des de ben jove demostrà una passió per la naturalesa i el senderisme que el duria a investigar la fauna que poblava la serralada dels Apenins en especial les dues espècies anteriorment mencionades, anotant les diferències o particularitats que les distingien de les que habitaven altres llocs europeus. Centrà la seva investigació en les regions dels Abruços i Molise, a la zona centre-sud d'Itàlia, estudiant-ne els mamífers, insectes i ocells.
Com a curiositat també escrigué alguns poemes i sonets en el dialecte propi de Molise, amb el pseudònim Ming Cunzulette.